# アブドゥッラー・イブン・アッズバイル
アブドゥッラー・イブン・アッズバイル・イブン・アル・アウワーム（アラビア語: عبد الله ابن الزبير ابن العوام, ラテン文字転写: ʿAbd Allāh ibn al-Zubayr ibn al-ʿAwwām, 624年 - 692年）は、イスラム教のカリフの一人。
683年（AH64年）にウマイヤ朝のウンマ（イスラーム共同体）統治に異議を唱えて反乱を起し、メッカでカリフに即位した。ただし、当時のウマイヤ朝のカリフはムアーウィヤ2世であり、正当なカリフとして見られることは稀である。

## 生涯

### 生い立ち
イブン・アッズバイルの父は656年（AH57年）のラクダの戦いで戦死したハディージャの甥の子ズバイル・イブン・アウワームで、母は初代正統カリフであるアブー・バクルの長女アスマーであった為、彼はクライシュ族の血を引くもの（ムハンマドの近親とその子孫）というカリフの条件を満たしており、最も有力なカリフ位の継承者であるとされていた。

### 第二次内乱
683年（AH64年）のヤズィード1世の死後、彼はムアーウィヤ2世のカリフ就任を認めずメッカに亡命してメッカ・メディナ社会の指導的地位にあったが、カルバラーの戦いでフサインが殺害されたのをきっかけとしてメッカでカリフ即位を宣言した。彼のカリフ宣言後、ウマイヤ家に不満を抱く、シリア、イラク、エジプトなどヨルダン以外の各地のムスリムが彼のもとに忠誠の誓い（バイア）をし、二人のカリフが存在するという状態が起こり、第二次内乱が始まった。686年（AH67年）、イブン・アッズバイルは、ズバイル家の最重要拠点であったバスラの総督に弟のムスアブを任命した。やがてムスアブはクーファの支配権を確立しイラクの実質的な支配者となったがイブン・アッズバイルとムスアブの間には隔意が生まれ、イブン・アッズバイルは彼をバスラ総督から罷免して実子のハムザを新たな総督に任命した。しかしハムザはバスラで暴政をふるい、バスラ市民の要求もあってイブン・アッズバイルはムスアブをバスラ総督に再び任命した。
イブン・アッズバイルはイラク、エジプトを制覇し、シリアの半分以上をその最大勢力範囲に治め、一時はウマイヤ朝を圧倒するほどの勢力を見せたが、その後、アブド・アルマリクのもとで攻勢に転じたウマイヤ朝によってその領地は取り返されていき、最後は聖地メッカ周辺のみを領有するだけとなった。 
アブド･アルマリクはハッジャージュ・ブン・ユースフ（al-Ḥajjāj ibn Yūsuf）を司令官とする2千のウマイヤ朝軍をメッカのカリフ、イブン・アッズバイルのもとに差し向け、メッカを包囲し、弩弓による投石でメッカの守備隊、カーバ神殿などを攻撃させた。そのため、メッカの守備隊は苦戦を強いられ、壊滅した。カーバ神殿も大きく被害を受けた。
692年、こうした中で、イブン・アッズバイルはハッジャージュ・ブン・ユースフによって、メッカを6ヶ月包囲されたのち、降伏を拒んで出撃し戦死を遂げた。日本の歴史家の蔀勇造は、イブン・アッズバイルの行動は、アラビアがイスラーム世界の中心としての地位を回復しようとする復古運動であったとしている。